# Alcis repandata
Alcis repandata là một loài bướm đêm trong họ Geometridae.

## Hình ảnh

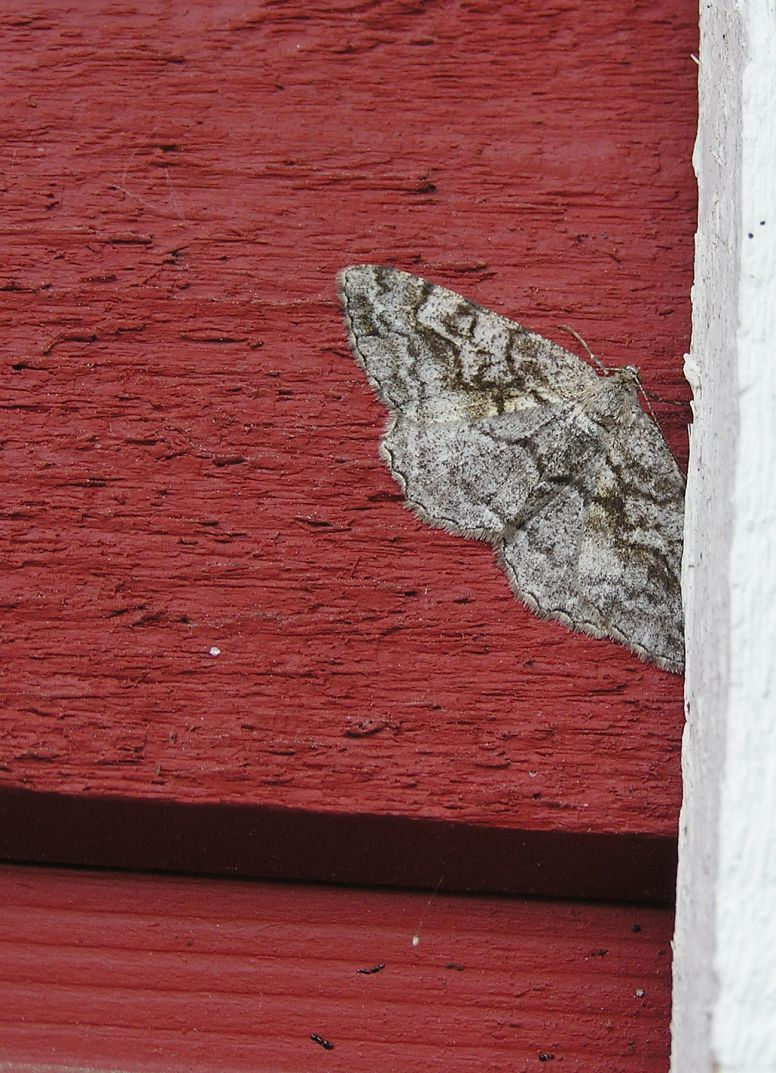
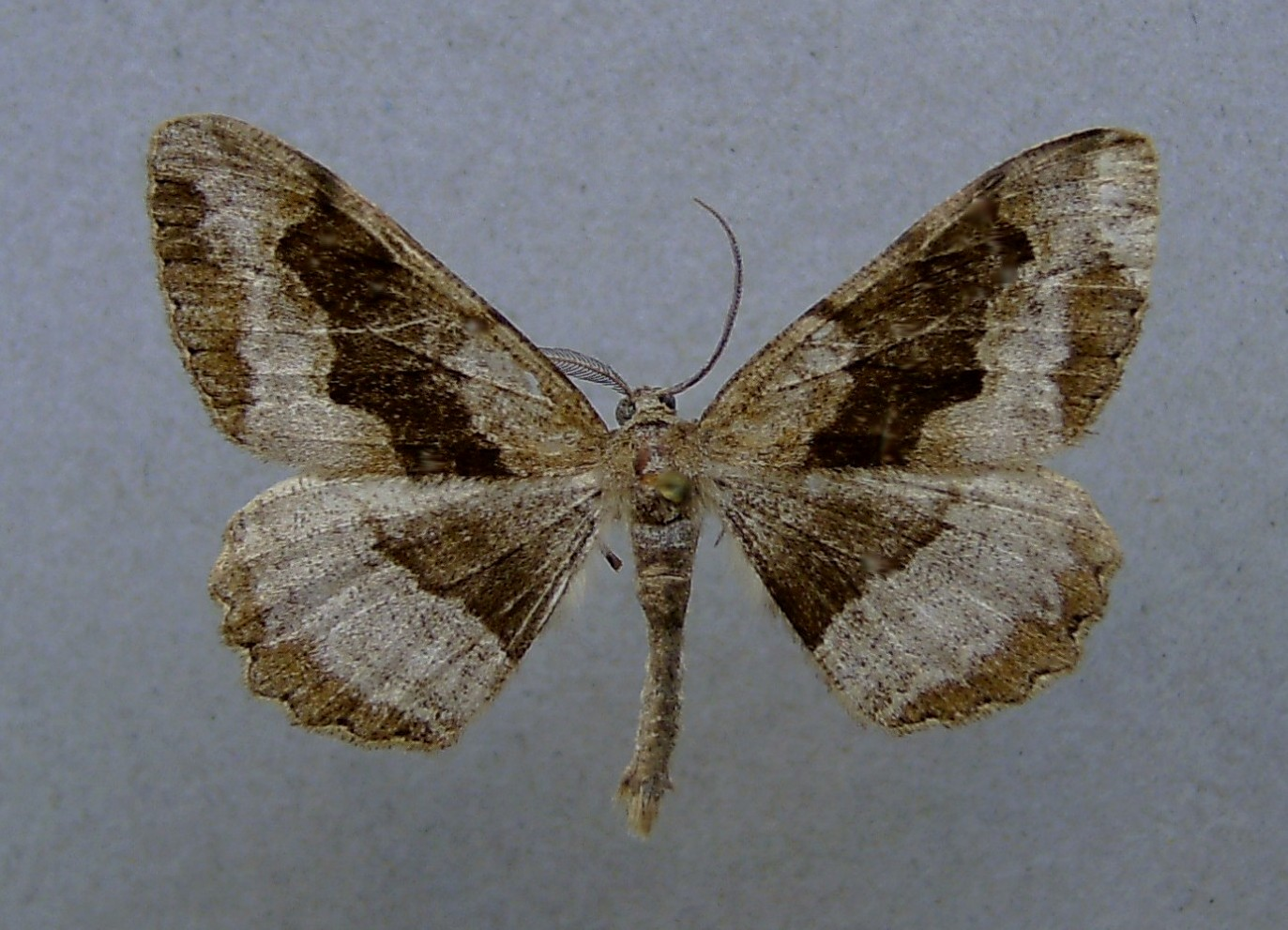
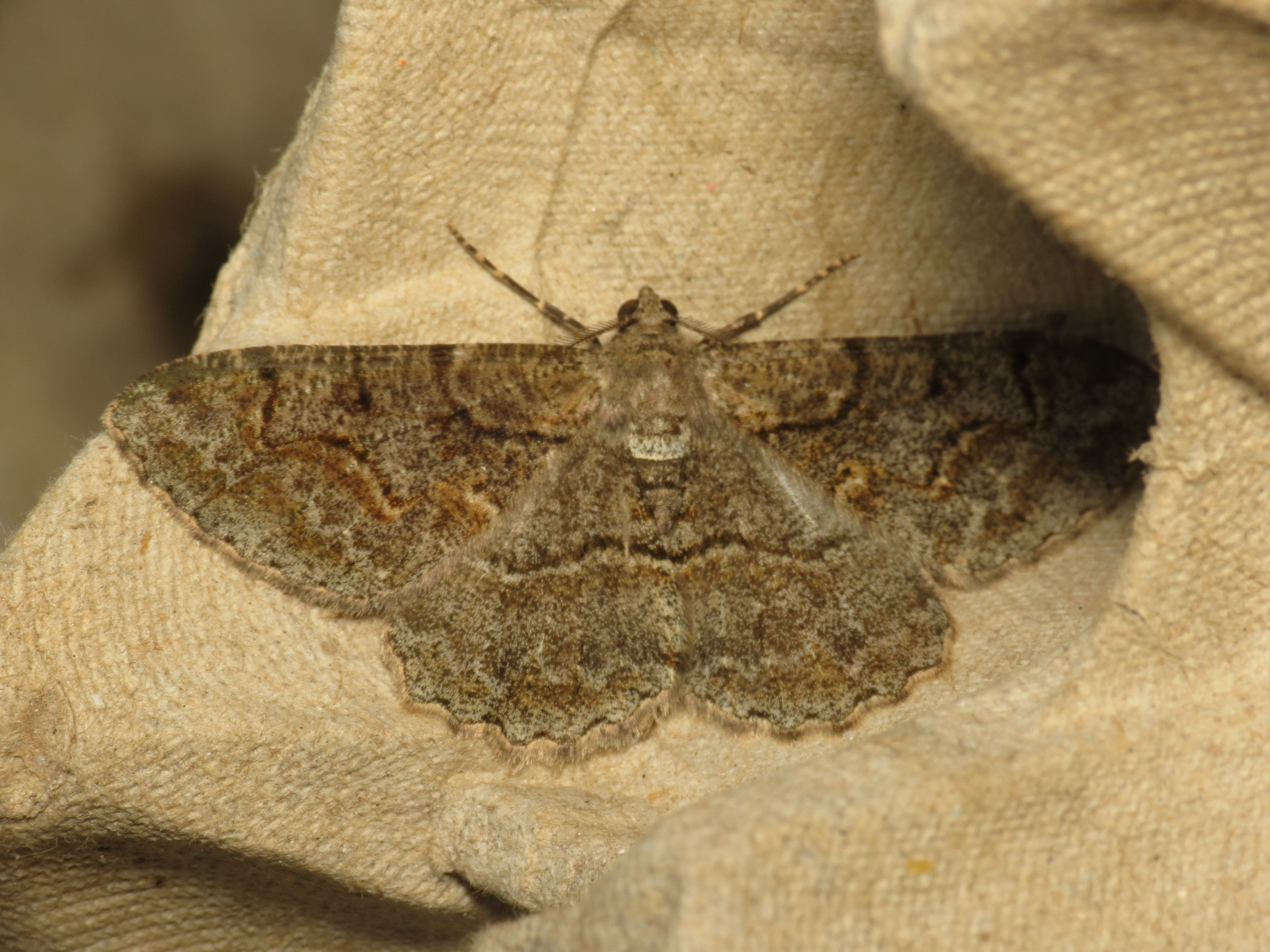
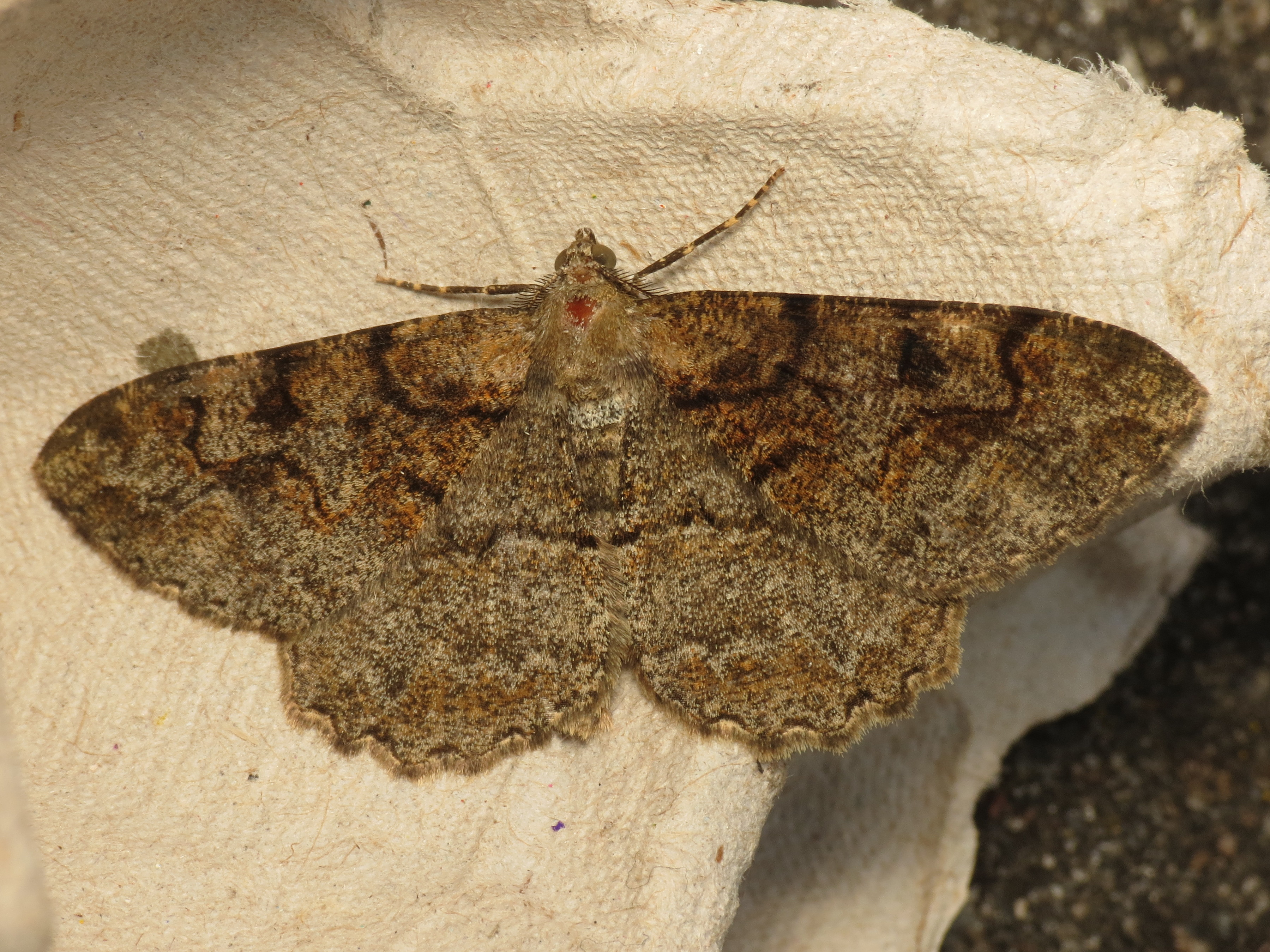